# جیمی جکسون (راننده مسابقه)
جیمی جکسون (انگلیسی: Jimmy Jackson؛ زادهٔ ۲۵ ژوئیهٔ ۱۹۱۰ در ایندیاناپلیس، ایندیانا، درگذشتهٔ ۲۴ نوامبر ۱۹۸۴) رانندهٔ مسابقات اتومبیل‌رانی فرمول یک اهل ایالات متحده آمریکا بود که در فصل‌های ۱۹۵۰، ۱۹۵۲ و ۱۹۵۴ در مجموع در سه گراند پری شرکت کرد، اما موفق به کسب هیچ امتیازی نشد.
جکسون در ۲۴ نوامبر ۱۹۸۴ درگذشت.